# Mako Mermaids - Vita da tritone
Mako Mermaids - Vita da tritone (Mako: Island of Secrets) è una serie televisiva australiana, prodotta da Jonathan M. Shiff Productions e trasmessa in Australia su Network Ten e Eleven dal 2013. 
La serie è lo spin-off di H2O, ambientato dopo la sua fine, ed è internazionalmente conosciuta con il nome di Mako Mermaids.
La sigla della serie è I Just Wanna Be, cantata da Chantelle Defina e Jack Dacy, scritta da quest'ultimo con Pete Dacy, Matt Beckley e David Cameron, e prodotta da Mushroom Music & Control.
In italiano la serie è trasmessa dal 15 giugno 2015 su Disney Channel e gratuitamente su Rai 4 dal 13 agosto del medesimo anno e successivamente su Rai Gulp, oltre a essere disponibile su Netflix dal 22 ottobre 2015.

## Trama

### Prima stagione
Sirena, Nixie e Lyla sono tre sirene appartenenti a una comunità stabilitasi nelle acque dell'Isola Mako, il cui compito è proteggere la pozza della luna e impedire che degli estranei entrino in contatto con la magia del luogo. In una notte di Luna piena, però, trascurano il loro dovere e il sedicenne Zac, in campeggio insieme all'amico Cam, cade nell'acqua magica: la mattina successiva, il giovane si sveglia scoprendo che, entrando in contatto con i liquidi, si trasforma in un tritone, e che ha acquisito varie abilità soprannaturali. L'incidente costringe la comunità delle sirene ad andarsene da Mako, bandendo Sirena, Nixie e Lyla per la loro negligenza. Convinte di poter essere reintegrate nella comunità, le ragazze, grazie all'anello lunare della sorella di Sirena, ottengono le gambe e si trasferiscono sulla terraferma al fine di cogliere Zac di sorpresa e rubargli i poteri. Presto, però, si rendono conto che non solo il giovane utilizza le sue nuove capacità per fare del bene, ma anche che a Mako è nascosto un pericoloso tridente appartenuto a una potente comunità di tritoni che vivevano nelle acque dell'isola prima delle sirene. Mentre cercano di impedire a Zac di impadronirsene e, contemporaneamente, di diventare sue amiche per convincerlo a rinunciare ai poteri, il giovane scopre la loro identità e, sentendosi tradito, ingaggia una lotta contro le ragazze per il possesso del tridente. Rendendosi poi conto dell'effettiva pericolosità del manufatto per le sirene, Zac decide di rinunciarvi, ma Cam, invidioso delle sue capacità, glielo ruba, portandolo a Mako e rischiando di distruggere l'isola. Sirena, Lyla, Nixie e Zac uniscono i loro poteri, distruggendo il tridente e salvando l'isola.

### Seconda stagione
Dopo che Nixie e Lyla hanno lasciato Mako per cercare una nuova casa, Ondina e Mimmi scappano dal gruppo e si uniscono a Sirena per cercare di ritrasformare Zac in un umano e restituire alle sirene la pozza della luna, senza rendersi conto che la connessione tra il tritone e l'Isola potrebbe non essere del tutto accidentale. Durante la Luna piena, le due ragazze cercano di privare Zac dei suoi poteri, ma Evie giunge in suo soccorso e, cadendo nell'acqua della pozza, finisce per trasformarsi anch'ella in una sirena. Nel frattempo, in città arriva un altro tritone, Erik, che inizia una relazione con Ondina, mentre Zac rinviene sull'isola un'antica grotta costruita dai tritoni, che potrebbe però rivelarsi fatale per le sirene.

### Terza stagione
Mentre Sirena è andata in vacanza alle Hawaii insieme a sua sorella Acquata, Weilan, una sirena cinese, fugge a Mako in cerca di rifugio da un drago acquatico che priva le sirene delle code e che ha sterminato tutto il suo gruppo. La creatura, tuttavia, la segue e inizia a minacciare Ondina, Mimmi e le loro compagne. Le tre ragazze, aiutate da Zac, devono trovare un modo per distruggerlo e proteggere ciò che amano.

## Episodi
I primi tredici episodi di Mako Mermaids - Vita da tritone divennero disponibili in esclusiva su Netflix, in partenariato con Jonathan M. Shiff Productions, dal 26 luglio 2013, mentre i successivi tredici dal 15 settembre. I primi tredici episodi della seconda stagione furono resi disponibili dal 13 febbraio 2015, mentre quelli successivi dal 29 maggio. La terza stagione è diventata disponibile dal 27 maggio 2016. Il titolo adottato dal sito è quello internazionale, Mako Mermaids, con il sottotitolo An H2O Adventure.
Il debutto televisivo della serie venne programmato su Network Ten per il 26 luglio 2013. Dall'episodio 16, datato 8 novembre, la serie venne spostata sul canale Eleven.
In italiano la prima stagione è andata in onda in prima visione dal 15 giugno al 20 luglio 2015 su Disney Channel e gratuitamente su Rai 4 dal 13 agosto del medesimo anno. La seconda stagione è stata pubblicata su Netflix il 22 ottobre 2015, per poi andare in onda su Disney Channel dal 22 febbraio al 28 marzo 2016 con titoli differenti, e in chiaro dal 18 ottobre 2017 su Rai Gulp. La terza stagione è stata resa disponibile su Netflix il 27 maggio 2016 in lingua inglese, mentre doppiata è andata in onda dal 4 luglio 2016 su Disney Channel, e il 2 maggio 2017 è stata aggiunta su Netflix Italia. In chiaro è andata in onda dal 12 maggio 2018 su Rai Gulp.
| Stagione         | Episodi | Prima TV originale | Prima TV Italiana |
| ---------------- | ------- | ------------------ | ----------------- |
| Prima stagione   | 26      | 2013               | 2015              |
| Seconda stagione | 26      | 2015               | 2015              |
| Terza stagione   | 16      | 2016               | 2016              |

## Personaggi e interpreti

### Personaggi principali
- Zac Blakely (stagioni 1-3), interpretato da Chai Romruen, doppiato da Mirko Cannella.
Zac è popolare e atletico, ed è cresciuto praticando il surf. È sempre pronto a correre dei rischi insieme a Cam, il suo migliore amico, con cui è in amichevole competizione. Inizialmente, non è contento di aver ottenuto la coda e i poteri perché pensa che lo rendano anormale, ma poi si rende conto delle loro potenzialità. L'amicizia con Cam si logora a causa dell'invidia dell'amico, e Zac si allontana anche da Evie, la sua ragazza, trovando sostegno in Lyla, ignorando però che sia una sirena. Quando lo scopre si allontana anche da lei, ma in seguito ritornano amici e stringe con lei un profondo legame di affetto (ignorando però che sia innamorata di lui). Nella seconda stagione scopre di essere stato adottato e di essere nato tritone; sua madre è la sirena Nerissa, e Mimmi è sua sorella. Nella terza stagione diventa amico di Weilan, che gli insegna un incantesimo della tradizione cinese per difendersi dal drago acquatico.
- Sirena (stagioni 1-2), interpretata da Amy Ruffle, doppiata da Giulia Tarquini.
Sirena è premurosa, intelligente e coraggiosa, è la migliore amica di Nixie. Di solito fa da mediatrice quando Lyla e Nixie litigano (in seguito fa lo stesso anche con Ondina e Mimmi); molto paziente, quando si arrabbia diventa invece una furia. È amica di Nixie sin dall'infanzia e ha una sorella, Aquata. Può parlare con i delfini e ammaliare le persone con il proprio canto, infatti diventa la cantante dell'Ocean Cafe. Si innamora di David, il proletario dell’Ocean Café, a cui rivelerà il suo segreto alla fine della seconda stagione. Non è presente nella terza stagione perché è andata alle Hawaii con sua sorella.
- Lyla (stagione 1), interpretata da Lucy Fry, doppiata da Benedetta Degli Innocenti.
Solitaria e ribelle, determinata e passionale, Lyla ama essere una sirena e trascorrere il suo tempo in mare, quindi fa molta fatica ad abituarsi alla nuova vita sulla terraferma. Si innamora di Zac, ma il loro rapporto si rovina quando lui scopre che vuole portargli via i poteri per tornare a vivere in acqua. In seguito ritornano amici e lei decide di farsi da parte per non rovinare il rapporto tra Zac e Evie, rimanendo comunque sua amica. Litiga spesso con Nixie e insieme a lei compare solo nella prima stagione, mentre nelle altre non sono presenti perché sono partite in cerca di una nuova casa.
- Nixie (stagione 1), interpretata da Ivy Latimer, doppiata da Joy Saltarelli.
Nixie è testarda e insistente, ama l'avventura e il divertimento, e la sua impulsività a volte la mette nei guai, è la migliore amica di Sirena. Quando era piccola, seguiva sempre da lontano la vita delle persone sulla terraferma, imparandone gusti e costumi, facendosi però anche delle idee sbagliate. Può parlare con i delfini. Si prende anche una cotta per Cam. Litiga sempre con Lyla e insieme a lei compare solo nella prima stagione, mentre nelle altre non sono presenti perché sono partite in cerca di un'altra casa.
- Cam Mitchell (stagioni 1-3), interpretato da Dominic Deutscher, doppiato da Alex Polidori.
Cam è il migliore amico di Zac, con cui è da sempre in amichevole competizione. È il primo a scoprire dei nuovi poteri dell'amico e pensa subito di sfruttarli per ottenere dei vantaggi; presto, però, si rende conto che non può gareggiare con Zac anche in questo campo e diventa invidioso di lui, alla fine della 1ª stagione si prende una cotta per Nixie e tenta di trasformarsi in tritone, ma Zac lo ferma e per questo rompono la loro amicizia, ma nella 2ª stagione ritornano amici. Nella seconda stagione inizia a provare sentimenti per Carly, iniziando a uscirci insieme nella terza stagione. Il suo più grande desiderio è quello di diventare un tritone, ma vi rinuncia per non perdere di nuovo la sua amicizia con Zac. Nella 3ª stagione diventa il co-proprietario dell'Ocean Cafe.
- Evie McLaren (stagioni 1-3), interpretata da Gemma Forsyth, doppiata da Chiara Oliviero.
Evie è di buon carattere e ha molte ambizioni per il futuro: si è sempre battuta per ottenere quello che voleva e niente le è mai stato regalato. Si impegna molto a scuola e lavora all'Ocean Cafe, dove ha un piccolo negozio di abbigliamento e attrezzatura subacquea. Sua madre Sarah è morta, e lei vive con suo padre Doug, una guida turistica. Campionessa di triathlon, si allena duramente ed è grazie a questa disciplina che ha conosciuto Zac, che è poi diventato il suo ragazzo. Con l'arrivo di Lyla, Evie si accorge del rapporto che si sta creando tra la ragazza e Zac e ne diventa gelosa e soprattutto molto fastidiosa, ma quando scopre il loro segreto si scusa per aver giudicato Lyla e le altre in modo affrettato. Nella seconda stagione, quando Zac viene rapito da Ondina e Mimmi per essere privato dei suoi poteri, Evie corre a salvarlo, venendo colpita dall'incantesimo delle due giovani sirene, destinato però a Zac, che la rende una sirena. Nella terza stagione perde i suoi poteri da sirena a causa del drago d'acqua.
- Ondina (stagioni 2-3), interpretata da Isabel Durant, doppiata da Giulia Franceschetti.
Ondina è una sirena appartenente al gruppo di Mako e la migliore amica di Mimmi, ma ha la tendenza ad agire per conto proprio e a non ascoltarla, fatto che a volte le porta a litigare. Quando arriva Weilan non la prende subito in simpatia, ma alla fine diventa sua amica. Nella seconda stagione si innamora di Erik, ma poi lo respinge perché lui mira a impossessarsi di Mako, rimanendo ferita e delusa dal suo tradimento.
- Mimmi (stagioni 2-3), interpretata da Allie Bertram, doppiata da Veronica Puccio. 
Una sirena dolce, ma insicura e goffa, è molto intelligente e assimila facilmente le informazioni. È esperta di pozioni e incantesimi, ai quali si dedica nella grotta di Rita. È figlia di una sirena molto potente, Nerissa, e sorella di Zac. Si innamora di Chris.
- Erik (stagione 2), interpretato da Alex Cubis, doppiato da Federico Campaiola.
Un tritone che vuole comandare l'Isola Mako. Solitario e sfuggente, prende Zac sotto la propria ala, facendogli da mentore. Si innamora di Ondina. Inizialmente lavora come cameriere all'Ocean Cafè ma viene licenziato per via dei suoi continui ritardi; non è molto simpatico a Carly. Al termine della 2ª stagione attiva la Camera dei Tritoni, pensando di proteggere Mako, ma una volta attivata inizia a far male alle sirene, finche Zac non la disattiva, alla fine Ondina lo lascia, e lui se ne va via dalla Gold Coast.
- Weilan (stagione 3), interpretata da Linda Ngo, doppiata da Ludovica Bebi.
Una sirena di Shanghai che conosce molti incantesimi della tradizione cinese. Diventa amica di Zac, e gli insegna un incantesimo per difendersi dal drago acquatico. Inizialmente non lega molto con Ondina, ma in seguito diventano amiche.

### Personaggi secondari
- Rita Santos (stagioni 1-3), interpretata da Kerith Atkinson, doppiata da Cinzia Villari.
 Rita è una sirena, che da giovane ha lasciato l'isola Mako perché si era innamorata di un umano, Harry, con cui si era fidanzata. Successivamente lui morì prima che potessero sposarsi, ma Rita è rimasta sulla terraferma, diventando la preside del liceo locale. È una persona solitaria, ma molto rispettata dalla gente. Quando Sirena, Lyla e Nixie le chiedono aiuto, rifiuta perché vorrebbe dimenticare la sua natura marina, ma poi accetta e finge che siano le sue nipoti. Ha un gatto bianco di nome Poseidone.
- Rob Blakely (stagioni 1-3) interpretato da John O'Brien. 
 È il padre adottivo di Zac, fa il medico, si dimostra molto invasivo nella vita del figlio.
- Lauren Blakely (stagioni 1-3) interpretata da Laura Kenalley.
 È la madre adottiva di Zac, fa l'artista.
- Doug McLaren (stagioni 1-3), interpretato da Steve Harman.
 È il padre vedovo di Evie, sua moglie Sarah morì quando Evie era molto piccola. Lavora come guida turistica, e offre immersioni a tutti gli interessati.
- David (stagioni 1-3), interpretato da Rowan Hills, doppiato da Leonardo Caneva.
David è un ragazzo onesto e gentile, ama aiutare e lavora nel locale dei suoi genitori, l'Ocean Cafe. Dal primo momento si innamora di Sirena, che però cerca di non farsi coinvolgere dai suoi sentimenti per lui per non rendere più complicata la loro permanenza sulla terraferma. In seguito iniziano una relazione e nella seconda stagione lei gli rivela la sua vera identità. Ha un fratello maggiore Joe.
- Joe (stagioni 1-3) interpretato da Nick Wright.
 È il fratello maggiore di David, lavora come pescatore e possiede molte barche, gli importa solo di fare più soldi, tant'è che nella terza stagione decide di chiudere l'Ocean Cafe solo per risparmiare, finche Cam non diventerà co-proprietario.
- Carly Morgan (stagioni 1-3), interpretata da Brooke Nichole Lee, doppiata da Emanuela Ionica.
Impiegata dell'Ocean Cafe e migliore amica di Evie, è innamorata di David, ma rinuncia a lui quando si accorge dei suoi sentimenti per Sirena. In seguito, inizia una relazione con Cam e scopre il segreto delle sirene. Non le sta molto simpatico Erik.
- Aquata (stagione 1), interpretata da Jenna Rosenow, doppiata da Eva Padoan.
Sorella maggiore di Sirena, a cui ha regalato il suo anello della luna. È una brava cantante.
- Chris (stagioni 2-3), interpretato da Taylor Glockner, doppiato da Mattia Nissolino (st. 2) e Alessio Nissolino (st. 3).
Un ragazzo appassionato di delfini, il cui sogno è lavorare al parco marino. Grazie all'aiuto di Mimmi, riesce ad entrare nel programma di allenamento per diventare addestratore per delfini a San Diego. Ritorna nella terza stagione, dove lui e Mimmi iniziano una relazione che la porta a rivelargli la sua vera identità.
- Veridia (stagioni 2-3), interpretata da Natalie O'Donnel.
È il capo del consiglio delle sirene di Mako e migliore amica di Rita. Molto severa, inizialmente ritiene che Zac sia una minaccia perché tritone, ma alla fine quando lui salverà Mako si ricrederà.
- Nerissa (stagione 3), interpretata da Tasneem Roc.
È una potente sirena discendente del tritone che ha costruito la camera del tritone e il tridente di Mako, oltre che la madre di Zac e Mimmi. Sa fare incantesimi e pozioni che le altre sirene non possono fare, infatti è stata lei a trasformare Zac in un umano per proteggerlo dai pregiudizi sui tritoni, viene trasformata in un drago acquatico e diventa una minaccia ma grazie a Mimmi l'incantesimo viene spezzato.
- Karl (stagione 3) interpretato da Mikey Wulff. Un ragazzo simpatico ma un po' superficiale. Amico di Chris, che ha incontrato a San Diego durante il suo programma per diventare addestratore di delfini, e si trasferisce alla Gold Coast per lavorare al parco marino. Ha una cotta, non ricambiata, per Weilan.
- Rikki Chadwick (episodi 3x15-16), interpretata da Cariba Heine.
Una delle protagoniste di H2O. Qui nello spin-off Rikki è adulta ed è diventata una ricca e famosa esploratrice subacquea e una scrittrice grazie alle sue abilità da sirena. È forte, determinata, coraggiosa e astuta. Aiuta Ondina, Mimmi e Weilan a procurarsi il manufatto per sconfiggere il drago d'acqua. I suoi poteri le permettono di riscaldare l'acqua e vaporizzarla, e di creare fuoco e fulmini.

## Produzione
Jonathan Shiff espresse l'intenzione di realizzare uno spin-off di H2O già nel 2008, sotto forma di film televisivo, mantenendo come protagoniste Claire Holt, Phoebe Tonkin e Cariba Heine. Il film avrebbe sostituito la quarta stagione, impossibile da produrre poiché le attrici erano ormai troppo cresciute, ma il progetto fu accantonato.
A luglio 2011, venne annunciata la produzione di una nuova serie con protagoniste diverse, le cui riprese, fissate per aprile 2012, vennero poi posticipate all'inizio di maggio, ai Village Roadshow Studios e attorno a Gold Coast, e si conclusero il 12 ottobre 2012. A marzo 2013 venne diffuso il trailer della prima stagione, ma già da febbraio era stata confermata una seconda stagione. Le riprese della nuova stagione iniziarono a dicembre 2013, e intanto la serie venne rinnovata per una terza stagione, della durata di 16 episodi, prevista per il 2016. 
Un film era stato pianificato per essere prodotto dopo la fine della serie. Tuttavia, il piano è stato sospeso a tempo indeterminato.
Nel corso della produzione della prima stagione, la serie cambiò più volte titolo: Mako: Island of Secrets (luglio 2011-maggio 2012), Mako Mermaids (maggio-agosto 2012) e Secret of Mako Island (agosto 2012-marzo 2013). Per la trasmissione australiana fu infine adottato il primo titolo, mentre per il mercato internazionale venne preferito il secondo.

### Casting
Il cast principale venne annunciato l'8 maggio 2012: l'esordiente Amy Ruffle (nel ruolo di Sirena), Lucy Fry (Lyla), Ivy Latimer (Nixie) e Chai Romruen per il personaggio di Zac. Successivamente, entrarono a far parte del cast Dominic Deutscher nel ruolo di Cam, Gemma Forsyth nei panni di Evie e Kerith Atkinson a dare il volto alla sirena Rita.
A gennaio 2014 venne annunciato il cast della seconda stagione: Amy Ruffle, Chai Romruen e Gemma Forsyth sarebbero tornati a interpretare i loro personaggi, al contrario di Lucy Fry e Ivy Latimer; a loro si sarebbero aggiunti, nel cast principale, Isabel Durant e Allie Bertram a dare volto, rispettivamente, alle sirene Ondina e Mimmi, e Alex Cubis nei panni del tritone Erik.

## Edizioni in DVD
Il 7 novembre 2013 viene pubblicato un cofanetto contenente i primi 13 episodi della prima stagione, disponibile sul mercato australiano.
Il 13 marzo 2014, sul mercato statunitense e canadese sono usciti due cofanetti: il primo, intitolato Island of Secrets, contiene i primi 13 episodi, mentre il secondo, intitolato Moon Pool Magic, gli ultimi 13 della prima stagione.

## Distribuzioni internazionali
| Stato       | Canale         | Data d'inizio          | Titolo adottato                                                                      |
| ----------- | -------------- | ---------------------- | ------------------------------------------------------------------------------------ |
| Stati Uniti | Netflix        | 26 luglio 2013         | Mako Mermaids: An H20 Adventure                                                      |
| Regno Unito | Netflix        | 26 luglio 2013         | Mako Mermaids: An H20 Adventure                                                      |
| Germania    | KiKa           | 30 settembre 2013      | Mako - Einfach Meerjungfrau (Mako - Semplicemente sirene)                            |
| Spagna      | Disney Channel | 28 ottobre 2013        | Las sirenas de Mako (Le sirene di Mako)                                              |
| Portogallo  | SIC            | 9 novembre 2013        | H2O: A Ilha de Mako (H2O: L'isola Mako)                                              |
| Brasile     | Rede Globo     | novembre-dicembre 2013 | Mako Mermaids                                                                        |
| Grecia      | Disney Channel | 17 dicembre 2013       | Mako Mermaids                                                                        |
| Cipro       | Disney Channel | 17 dicembre 2013       | Mako Mermaids                                                                        |
| Ungheria    | Disney Channel | 31 dicembre 2013       | Mako Mermaids                                                                        |
| Polonia     | Disney Channel | 31 dicembre 2013       | Mako Mermaids: Syreny z Mako (Mako Mermaids: Sirene di Mako)                         |
| Rep. Ceca   | Disney Channel | 31 dicembre 2013       | Mako Mermaids: Mořské víly z ostrova Mako (Mako Mermaids: Le sirene dell'isola Mako) |
| Croazia     | Disney Channel | 7 febbraio 2014        | Sirene sa otoka Mako (Sirene dall'isola Mako)                                        |
| Turchia     | Disney Channel | 15 febbraio 2014       | Mako Mermaids                                                                        |
| Francia     | France Ô       | 13 aprile 2014         | Les sirènes de Mako (Le sirene di Mako)                                              |